# Francesco Vellani
Francesco Vellani (Modena, 1689 – Modena, 1768) è stato un pittore italiano.
Vellani rientra tra i pittori di maggior rilievo del settecento modenese. Sebbene il suo stile possa essere collocato nella scuola bolognese, l'artista riuscì a creare una propria personalità nell'arte pittorica che sfuggiva alle regole accademiche. Un ruolo importante nella sua formazione è stata data dall'uso della luce e del colore, propria dell'arte veronese, impressa da artisti quali Antonio Balestra. Le fonti storiche coeve lo descrivono come un pittore stimato, nella sua città natia, da parte delle confraternite e dalla Chiesa che ne diventarono committenti. Per tale motivo, il soggetto della sua arte è stata prettamente religiosa.
Le committenze per Vellani vennero anche per la realizzazione di un dipinto per la chiesa fiorentina di Santa Felicita e di diverse opere per quella reggiana dei Santi Giacomo e Filippo.